# Uniwersytet w Cagliari
Uniwersytet w Cagliari (wł. Università degli Studi di Cagliari) – włoska publiczna uczelnia wyższa z siedzibą w Cagliari.
Uczelnia, założona w 1606 roku jako Studium Generalis Kalaritanum, była wzorowana na hiszpańskich uniwersytetach w Salamance, Valladolid, i Lleidzie). Można było na niej studiować prawo, literaturę łacińską, grecką i hebrajską, sztuki wyzwolone, medycynę i chirurgię, filozofię oraz nauki ścisłe. 
W XVIII wieku, kiedy Sardynia znalazła się pod panowaniem dynastii sabaudzkiej, status uczelni uległ zmianie, nauki ścisłe nabrały większego znaczenia. Pod koniec tego stulecia wybudowano nową siedzibę uczelni Palazzo dell'Università projektu piemonckiego inżyniera  Saverio Belgrano di Famolasco (obecnie w budynku mieści się siedziba rektora). 
Podczas II wojny światowej, część budynków, uległa uszkodzeniu, dlatego w latach 60. XX wieku zadecydowano o rozbudowie uczelni. Obecnie największy campus (o powierzchni 73 ha) znajduje się w Monserrato. 
Uczelnia zarządza ogrodem botanicznym Orto Botanico dell'Università di Cagliari.  

## Struktura
- Wydział Architektury
- Wydział Ekonomii
- Wydział Pedagogiczny
- Wydział Inżynierii
- Wydział Języków Obcych i Literatury
- Wydział Nauk Humanistycznych
- Wydział Prawa
- Wydział Matematyki, Fizyki i Nauk Przyrodniczych
- Wydział Medycyny i Chirurgii
- Wydział Farmacji
- Wydział Nauk Politycznych